# Giunta interinale di governo
La Giunta interinale di governo fu un breve governo d’emergenza cui fu affidato lo Stato di Milano all’approssimarsi dell’Armata d'Italia di Napoleone.

## Storia
Il 7 maggio 1796 l’esercito francese iniziò ad attraversare il Po a Piacenza. All’arrivo della notizia a Milano il giorno 9, le autorità austriache si affrettarono a darsi alla fuga. A gestire l’ordinaria amministrazione fu lasciata una Giunta formata essenzialmente da magistrati: i presidenti del Tribunale supremo, delle Corti d’appello e di prima istanza, e del Magistrato camerale. Ad assistere le sedute era chiamato un segretario. La Giunta doveva relazionare al governo austriaco per quanto la situazione lo permettesse.
La Giunta durò comunque solo dieci giorni perché, vinta la battaglia di Lodi ed occupata Milano, il giorno 19 il generale Bonaparte vi instaurò il regime militare noto come repubblica Transpadana.